# Завод вибухівки та добрив у Ла-Манджоя
Завод вибухівки та добрив у Ла-Манджоя (La Manjoya) – колишній майданчики на півночі Іспанії, в околицях астурійського міста Ов’єдо.
У 1865-му бельгійський інженер створив компанію Sociedad Dionisio Thiry y Compañía, що в 1874-му запустила порохову фабрику. Невдовзі майданчик також почав продукувати динаміт, при цьому в 1883-му через залучення нових інвесторів компанію-власника переформатували у Sociedad de Explosivos La Manjoya. В ті часи в Іспанії існувала сильна конкуренція виробників вибухівки, яка, втім, завершилась в 1896-му об’єднанням семи компаній, і серед них Sociedad de Explosivos La Manjoya, в Unión Española de Explosivos (UEE). 
Технологія виробництва нітрогліцерину потребує сульфатної та нітратної кислоти, так що майданчик в Ла-Манджоя мав виробництво і цих напівфабрикатів (сульфатну кислоту отримували на основі спалювання піритів походженням з потужного гірничодобувного регіону в південній провінції Уельва). Ця обставина також визначила додатковий напрямок розвитку заводу, що з 1904-го узявся за продукування фосфорного добрива – суперфосфату, який отримували шляхом обробки імпортованих фосфоритів сульфатною кислотою. В подальшому асортимент добрив розширили за рахунок сульфату амонію (результат взаємодії сульфатної кислоти та аміаку), нітрату натрію та нітрату калію (продукуються на основі нітратної кислоти).
Відносно масштабу діяльності заводу відомо, що в 1933 році він випустив 10,2 тисячі тонн суперфосфату, 4,5 тисяч тонн сульфатної кислоти та 192 тонни нітратної кислоти. В 1934-му році показники дорівнювали 8,7 тисячі тонн суперфосфату, 4,9 тисяч тонн сульфатної кислоти та 159 тонн нітратної кислоти.
Станом на середину 1950-х річна потужність майданчику по суперфосфату рахувалась як 10 тисяч тонн.
У 1957-му в Ла-Манджоя стався вибух в цеху нітрогліцерину, що призвів до його руйнації та загибелі 7 співробітників. Втім, на заміну втраченому звели новий цех.
У 1970-му унаслідок злиття активи UEE перейшли до компанії Explosivos Rio Tinto (ERT). Наприкінці 1980-х унаслідок злиття ERT та SA Cros виник концерн Ercros, що того ж року вирішив продати підрозділ з виробництва вибухівки. Це призвело до відновлення з 1994-го діяльності компанії Unión Española de Explosivos (наразі відома як Maxam), втім, завод в Ла-Манджоя остаточно закрили ще раніше – в 1992 році.
З 1987-го споруди заводу включені до об’єктів промислово-архітектурної спадщини та наразі доступні для огляду відвідувачів заміського парку (віддалене від Ов’єдо розташування майданчику було колись обране спеціально з міркувань безпеки).